# Malá Buková
Malá Buková je osada, část obce Velká Buková v okrese Rakovník ve Středočeském kraji.

## Historie
První písemná zmínka o vesnici pochází z roku 1386.
Vznik osady je spojen s těžbou a zpracováním kyzových břidlic. Pozůstatky zaplaveného důlního díla z roku 1871 se nachází v údolí Síbův luh. První písemné zmínky o těžbě síranů a jejich zpracování v sirné huti pochází z let 1598–1612. Během třicetileté války měl huť pronajatou Adam Valter, který ji roku 1637 opustil, ale o čtyři roky později si ji pronajal znovu a vyráběl v ní červenou hrudku neboli kolkotar. Stopy po nevyužitém kolkotaru jsou v místech bývalé huti patrné v podobě červeně zbarvené půdy. V roce 1679 byl u huti spravované vrchností postaven první dům a další následovaly v letech 1702–1722.

## Obyvatelstvo
| Rok            | 1869 | 1880 | 1890 | 1900 | 1910 | 1921 | 1930 | 1950 | 1961 | 1970 | 1980 | 1991 | 2001 | 2011 | 2021 |
| -------------- | ---- | ---- | ---- | ---- | ---- | ---- | ---- | ---- | ---- | ---- | ---- | ---- | ---- | ---- | ---- |
| Počet obyvatel | 38   | 23   | 27   | 21   | 31   | 27   | 25   | 22   | 16   | 17   | 20   | 13   | 11   | 9    | 19   |
| Počet domů     | 3    | 4    | 4    | 4    | 5    | 5    | 5    | 6    | 6    | 5    | 5    | 5    | 5    | 5    | 5    |